# فلورنس اوبرل
فلورنس اوبرل (انگلیسی: Florence Oberle؛ حوالی ۱۸۶۹ – ۱۰ ژوئیهٔ ۱۹۴۳) بازیگر اهل ایالات متحده آمریکا بود.
از فیلم‌هایی که وی در آن‌ها نقش داشته است، می‌توان به سه دختر هالیوودی اشاره نمود.